# Soron
Soron là một thành phố và là nơi đặt ban đô thị (municipal board) của quận Etah thuộc bang Uttar Pradesh, Ấn Độ.

## Địa lý
Soron có vị trí 27°53′B 78°45′Đ / 27,88°B 78,75°Đ Nó có độ cao trung bình là 179 mét (587 feet).

## Nhân khẩu
Theo điều tra dân số năm 2001 của Ấn Độ, Soron có dân số 26.722 người. Phái nam chiếm 54% tổng số dân và phái nữ chiếm 46%. Soron có tỷ lệ 49% biết đọc biết viết, thấp hơn tỷ lệ trung bình toàn quốc là 59,5%: tỷ lệ cho phái nam là 57%, và tỷ lệ cho phái nữ là 41%. Tại Soron, 17% dân số nhỏ hơn 6 tuổi.